# Балка Дубровина
Балка Дубровина — річка в Україні, у Долинському районі Кіровоградської області. Ліва притока Боковеньки (басейн Дніпра).

## Опис
Довжина річки 14 км, похил річки — 3,2 м/км. Площа басейну 86,2 км².

## Розташування
Бере початок у селі Дубровине. Спочатку тече на південний схід, потім на південний захід через Братолюбівку і біля Олександрівки впадає у річку Боковеньку, праву притоку Бокової.
Річку перетинає автошлях Н23.